# コルベルク (映画)
『コルベルク』(ドイツ語: Kolberg) は、ドイツの長編映画であり、1943年から1944年にかけてファイト・ハーラン監督のもと撮影された。封切は1945年1月30日、ナチスの政権獲得12周年記念日であった。首都ベルリンと、抵抗を続けていた大西洋要塞のラ・ロシェル（フランス）で同時に公開が行われた。
制作はUFAであり、アグファ社のカラーフィルムによる総天然色映画である。ストーリーはパウル・フォン・ハイゼ作の劇作『コルベルク』とヨアヒム・ネッテルベックの自伝に基づく。この映画はプロパガンダ映画として第二次世界大戦末期にドイツ国民の耐久精神の強化を目的とし、そのため「耐久映画 (Durchhaltefilm)」とも呼ばれている。

## ストーリー
1806年の秋、プロイセン王国に侵攻したナポレオン・ボナパルトの軍隊は、ドイツの地に順調に軍を進め、コルベルク（現ポーランド領コウォブジェク）の要塞を包囲した。フランスは既にベルリンを占領し、現地司令官ルカドゥーは降伏しようとしていた。
しかし勇敢な市民代表ヨアヒム・ネッテルベックは諦めず、市民軍を組織し、全住民の戦闘動員を試みた。農民ヴェルナー (Werner) は、軍事戦略のために進んで犠牲を払い、自らの農場に火を放った。ヴェルナーの娘マリア (Maria) は、英雄的なシル騎兵大尉と恋に落ちるが、シルの新たな任務を前に、彼を諦めるのであった。
若きグナイゼナウ少佐は、新たな都市司令官となり、住民を英雄的闘争へと鼓舞する。そのため、フランス軍は要塞を砲撃するに至る。しかし住民は諦めず、ついにはこの戦いに勝利したのであった。その一方でフランス軍の将軍は口論するばかりであった。
コルベルク包囲戦を「最後の戦い (Endkampf)」の歴史的前例と暗に示すべく、物語の始めと終わりは1813年に設定された。ここでグナイゼナウはプロイセン王フリードリヒ・ヴィルヘルム3世を前に、コルベルクが救われたこの出来事を語る。これに応えて王は布告「我が民に告ぐ」を発し、こうして国民と軍隊が一つとなって、対ナポレオン戦が始まるのであった。

## 制作
ナチス・ドイツの宣伝大臣ヨーゼフ・ゲッベルスは、1943年6月1日に書面でハーランへ本映画の制作を命じた。ここではこの映画に期待されるプロパガンダとしての機能が詳細に述べられている。
ここに映画大作『コルベルク』の制作を命じる。本作では、題名に冠された都市を模範に、郷土と前線が一体となった国民はいかなる敵にも勝ることを示すものとする。国防軍、国家、党の全部署に対し、必要な場合に援助、支援の申し入れを行う権限を与える。またその際、ここで本職が命じた映画は、我々の精神的戦争遂行に貢献するものと言及することも許可する。
製作費は880万ライヒスマルクにのぼり、ナチス時代を通じて最高額となった。映画にはエキストラとしてドイツ国防軍から数千人の兵士、千頭の軍馬が協力し、困難な戦況下、多大な負担となった。夏にもかかわらず冬景色のシーンの撮影を可能にするため、撮影地のポンメルンに運ばれたのは、貨車で100両もの塩であった。助監督、編集者のヴォルフガング・シュライフは、1979年にテレビのインタヴューに応え、この映画の火薬担当エルヴィン・ランゲは40万ライヒスマルクの予算を組んでいたと証言した。
ゲッベルスは映画の完成後、大幅なカットを行った。猛烈な空襲に見舞われたドイツの都市を考慮したためである。例えばコルベルク市民がナポレオンの強力な砲火に殺戮されるシーンは精巧であったため、上映には不適切としたのである。ルイ・フェルディナント公の死亡シーンもカットされたが、印刷されたプログラムでは掲載され、この役を演じたヤスパー・フォン・エルツェンもクレジットされている。

## 反響

### 当時
封切は1945年1月30日に行われた。場所は連合軍包囲下のUボート基地ラ・ロシェルとベルリンのタウエンツィーンパラストの2か所同時であった。その後、包囲下にあるケーニヒスベルク、ブレスラウ、ダンツィヒや、他の主要都市の映画館で上映された。この他にヒトラーユーゲントの青少年映画鑑賞や、ドイツ国防軍や武装親衛隊の新兵に上映された。ベルリンでは、『ほら男爵の冒険』と同じく、1945年4月まで上映された。上映は大型映画館の2館で行われ、客席総数は2,000席以上にのぼった。
しかし観客は減少の一途をたどった。1945年3月には、31回目の上映日を迎えたが、総客席数1,053席のベルリンのタウエンツィーンパラストでは、午前の観客は91人、午後は204人であった。その一方、ミュンヒハウゼン男爵の物語を描いた『ほら男爵の冒険』の入場券は完売であった。要するに映画の内容は、観客に受けなかったのである。『コルベルク』が、望み通りのプロパガンダ効果を挙げるには、明らかに時期が遅すぎた。皮肉なことに、本作の舞台となったコルベルクは1945年3月18日にソ連赤軍とポーランド人部隊によって陥落したが、ゲッベルスはドイツ国防軍が『国防軍軍報』でこれに言及することを禁じた。
映画の冒頭とラストでは、人々が隊列を組んでテオドール・ケルナーの詩「男児と小児 (Männer und Buben)」をもとにした歌を歌う。「民は立ち上がり、嵐は起きる！ (Das Volk steht auf, der Sturm bricht los!)」。ほぼ同じ言葉を、ゲッベルスは1943年2月にスポーツ宮殿演説の終末に使用していた。「今こそ、[国]民よ、立ち上がれ、そして嵐よ、起きよ！ (Nun, Volk, steh' auf, und Sturm, brich los!)」
『コルベルク』は、ナチス・ドイツにおける映画の最優秀賞である「国民の映画」を受賞した最後の映画だった。

### 戦後
この作品は1945年以降、連合軍占領下ドイツの全域で禁止され、今日でもなお「留保付き映画」である。1965年に『コルベルク－1945年1月30日 (Kolberg – Der 30. Januar 1945)』と、タイトルを新たに上演された。新版では註釈としてのドキュメンタリーが挿入され、相応な個所で観客にナチスのプロパガンダとの平衡関係を明確にさせるためのものであった。付加された資料において、ハーランは数々の意見を述べているが、事実とは異なるものであった。制作はアドルフ・ヒトラーの直接命令によるものとし、またユダヤ人であったハイゼの作品を原案としたことを伏せた。エキストラ数では兵士18万7,000人または国防軍の18個師団とし、歴史的背景についてもティルジットの和約の後にフランス軍がコルベルクを占領した、などというものであった。これらは以降精査されることもなく、他の出版物に引用される結果となった。しかし、上映に対する抗議が多数寄せられたため、早々と公開を取り止める結果になった。
ドイツのテレビ局アルテは、1998年3月22日にこの作品の原典版を放映した。これはハインリヒ・ゲオルゲをテーマにした放送プログラムの一環であった。本編の前には、本作成立を描くドキュメンタリーが放映された。
『コルベルク』の上映にはフリードリヒ＝ヴィルヘルム＝ムルナウ財団の同意が必要である。財団は関心を持つ者に「教材 (Arbeitsmaterialien)」を提供しているが、1965年に制作された資料が付けられている。なお、このテキストでは、コルベルクは包囲後「フランス軍に占領された」という事実と異なる主張が再掲されている。